# Kariya
Pour les articles homonymes, voir Kariya (homonymie).
Kariya (刈谷市, Kariya-shi) est une ville située dans la préfecture d'Aichi, sur l'île de Honshū, au Japon.

## Géographie

### Situation
Kariya est située dans le sud de l'agglomération de Nagoya, dans le centre de la préfecture d'Aichi.

### Démographie
En décembre 2019, la population de la ville de Kariya était de 152 761 habitants répartis sur une superficie de 50,39 km2.

## Histoire
Le bourg de Kariya a été créé le 1er octobre 1889. Il obtient le statut de ville le 1er avril 1950.
Pendant la Seconde Guerre mondiale, de grandes tours émettrices financées par l'Allemagne se situaient à Kariya et ont été employées pour communiquer les ordres d'attaque de Pearl Harbor. Celles-ci ont depuis été démolies.

### Éducation
- Université d'éducation d'Aichi

## Transports
La ville est desservie par la ligne Tōkaidō de la JR Central et les lignes Nagoya et Mikawa de la Meitetsu. La gare de Kariya est la principale gare de la ville.

## Jumelage
Kariya est jumelée avec Mississauga (Ontario) au Canada.

## Honneur
L'astéroïde (11115) Kariya porte son nom.